# Теперик, Андрей Владимирович
Андре́й Влади́мирович Тепе́рик (17 мая 1972, Липецк — 5 сентября 1999, Новолакское, Республика Дагестан) — Герой Российской Федерации (1999), старший сержант милиции.

## Биография
А. В. Теперик родился 17 мая 1972 года в Липецке. Окончил профессионально-техническое училище по специальности фотографа в 1990 году. В 1990—1992 годах проходил срочную службу в пограничных войсках Северо-Западного пограничного округа. С 1995 года — на службе в органах внутренних дел в качестве милиционера-водителя моторизованного взвода липецкого ОМОНа.
В 1999 году находился в служебной командировке на Северном Кавказе в селе Новолакском Республики Дагестан.
5 сентября 1999 года Новолакское подверглось нападению боевиков из приграничных с Дагестаном районов Чечни. Попав в засаду, был схвачен и зверски убит военный врач липецкого отряда Эдуард Белан и тяжело ранен командир взвода Алексей Токарев. Остальные милиционеры оказались заблокированы. Завязался тяжёлый бой. В критический момент Андрей Теперик отвлёк основные силы бандитов на себя и ценой собственной жизни позволил раненым товарищам уйти из зоны обстрела и добраться до укрытия.
Похоронен на Городском кладбище Липецка.
Указом Президента Российской Федерации № 1419 от 22 октября 1999 года старшему сержанту милиции Теперику Андрею Владимировичу посмертно присвоено звание Героя Российской Федерации.

## Память

Улица Теперика

- 13 июля 2004 года именем Теперика названа новая улица в 26-м микрорайоне Липецка.
- 23 ноября 2004 года имя Героя России Андрея Теперика присвоено липецкой средней школе № 25, в которой он учился. В феврале 2009 года на здании школы установлена мемориальная доска в честь Героя.